# Hypertragulus
Genre
Hypertragulus est un genre fossile d’herbivores terrestres de la famille des Hypertragulidae, vivant en Amérique du Nord de l'Oligocène au Miocène, entre −37 millions d’années et  −16 millions d’années.

## Description
Petits ruminants ressemblant à des chevrotains dont le poids ne dépassait pas 2 à 5 kg.

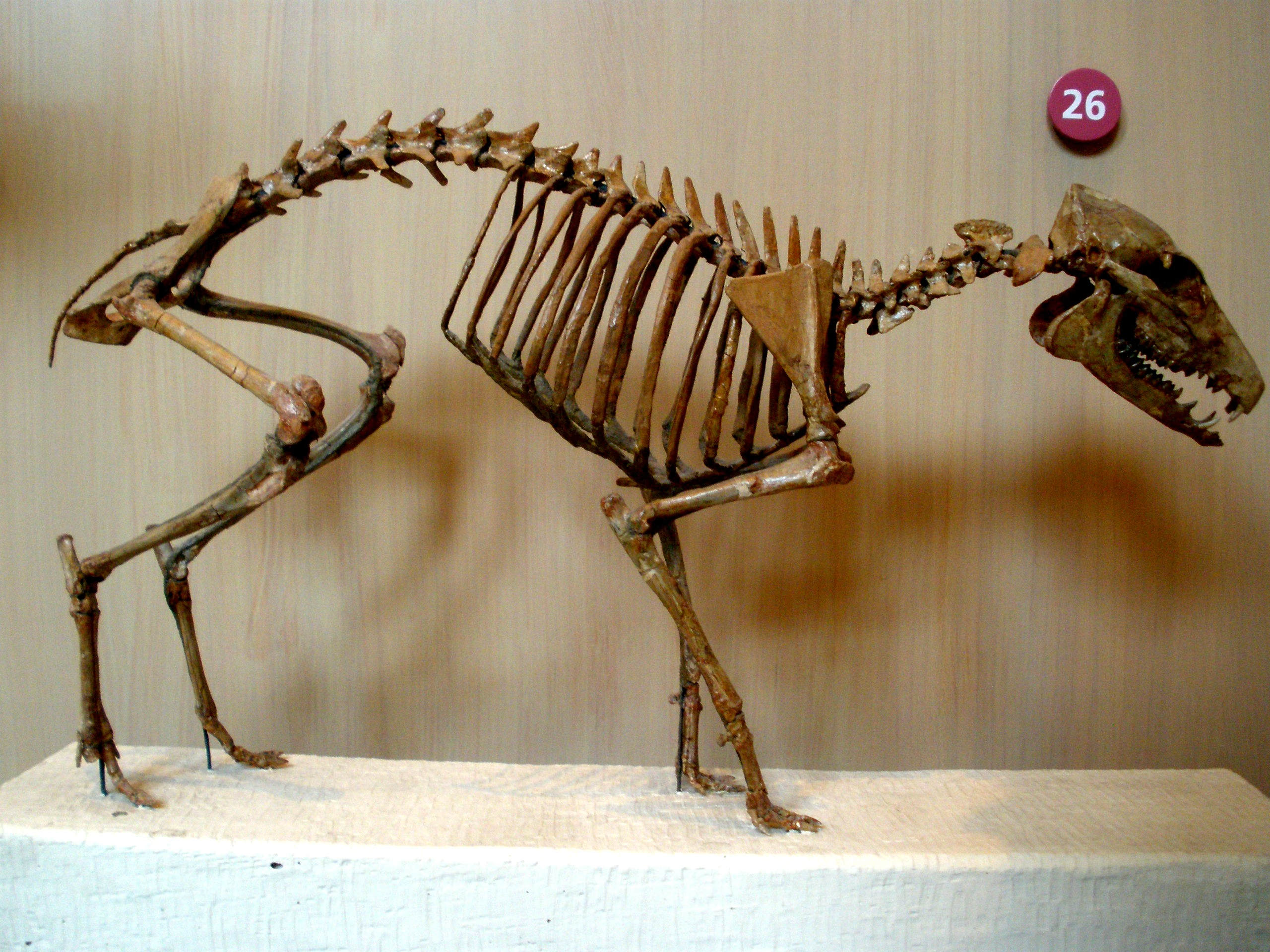
Reconstitution du squelette dHypertragulus calcaratus au Muséum américain d'histoire naturelle.

## Occurrence
Au total, une cinquantaine de spécimens fossiles ont été découverts dans l'Ouest des États-Unis et au Mexique.

## Liste d'espèces
- Hypertragulus calcaratus
- Hypertragulus chadronensis
- Hypertragulus crawfordensis
- Hypertragulus dakotensis
- Hypertragulus heikeni
- Hypertragulus hesperius
- Hypertragulus minor
- Hypertragulus minutus
- Hypertragulus planiceps
- Hypertragulus quadratus
- Hypertragulus sequens